# Arbetarnes handelsaktiebolag i Eskilstuna
Arbetarnes handelsaktiebolag i Eskilstuna var 1895–1910 ett kooperativt handelsföretag i Eskilstuna.

## Historik

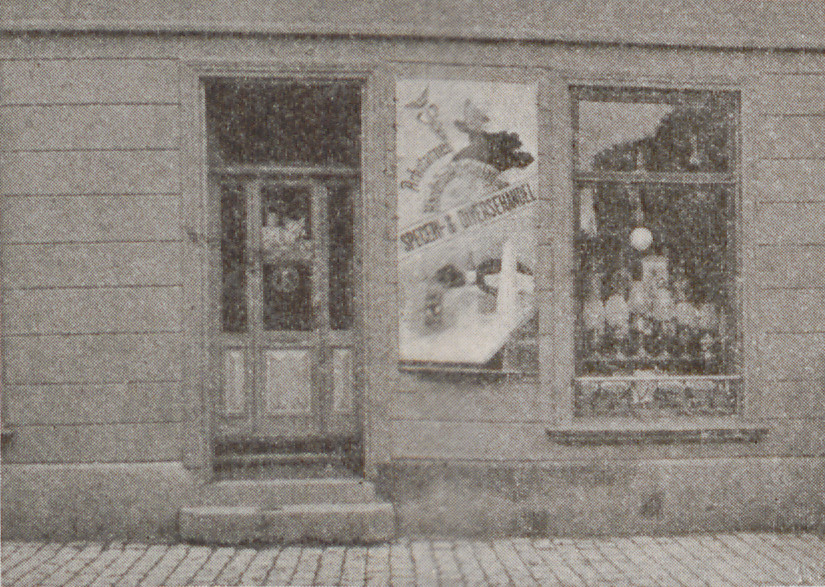
Handelsbolagets butik runt sekelskiftet.

I början av 1890-talet höll kooperationsförespråkaren Arvid Drake några föredrag i Eskilstuna vilket ledde till att en kommitté bildades för att undersöka om en företag kunde starta enligt Rochdalesystemet. Ur denna kommittés arbete bildades ingenting, men i mars 1892 bildades Eskilstuna inköpsförening. Den hade bara fyra medlemmar och en blygsam omsättning, men växte till sig efter några år.
År 1895 bestämdes det att inköpsföreningen skulle ombildas till ett aktiebolag vilket sågs som nödvändigt för att utvidga verksamheten. I oktober 1895 fastställdes bolagsordning för Arbetarnes handelsaktiebolag i Eskilstuna. Verksamheten öppnade den 1 april 1896.
Den 1 januari 1900 ombildades handelsaktiebolaget "på kooperativ grund" och fick långt fler delägare. Den 1 april 1900 blev handelsaktiebolaget medlem i Kooperativa förbundet.
Den 1 november 1901 öppnade en filial i Tunafors. År 1902 öppnades även en filial i Nyfors. För år 1902 uppgick omsättningen till 328 000 kronor, varpå handelsaktiebolaget sades vara Sveriges största kooperativa affär. Verksamheten fortsatte sedan utvidgas med fler filialer och specialaffärer.
G. W. Dahl som var med och grundade inköpsföreningen ledde bolaget fram till januari 1904 när han tillträdde en tjänst inom Kooperativa förbundet. Ny ordförande blev Alfred Kåberg.
I maj 1908 tvingades bolaget ställa in betalningarna. Resultatet för år 1907 hade visat en svag vinst, vilket gjorde att man valde att inte betala ut återbäring, vilket i sin tur sades ha lett till missnöje bland delägarna. I maj 1910 försattes företaget i konkurs.
Som ersättning grundades senare under 1910 två nya föreningar, Tunafors kooperativa handelsförening och Eskilstuna arbetares konsumtionsförening. År 1916 bildades Eskilstuna konsumtionsförening och de två äldre föreningarna uppgick snart i den.